# Serrat de Castilla
El Serrat de Castilla és una serra situada al municipi de la Baronia de Rialb a la comarca de la Noguera, amb una elevació màxima de 1134 metres.